# Caleta Tortel Airport
Caleta Tortel Airport är en flygplats i Chile.   Den ligger i regionen Región de Aisén, i den södra delen av landet, 1 600 km söder om huvudstaden Santiago de Chile. Caleta Tortel Airport ligger 2 meter över havet.
Terrängen runt Caleta Tortel Airport är bergig norrut, men söderut är den kuperad. Havet är nära Caleta Tortel Airport åt sydväst. Trakten runt Caleta Tortel Airport är nära nog obefolkad, med mindre än två invånare per kvadratkilometer.. Närmaste större samhälle är Caleta Tortel, 1,4 km söder om Caleta Tortel Airport. 
I omgivningarna runt Caleta Tortel Airport växer i huvudsak blandskog.